# Whiteface
Whiteface – miasto w Stanach Zjednoczonych, w stanie Teksas, w hrabstwie Cochran.